# Tamar Ešel
Tamar Ešel (hebrejsky תמר אשל‎, 24. července 1920 – 24. července 2022) byla izraelská diplomatka, politička a poslankyně Knesetu za stranu Ma'arach.

## Biografie
Narodila se v Londýně ve Spojeném království do rodiny Ze'eva Šošama a Cily rozené Feinbergové (jejím starším bratrem byl Avšalom Feinberg, zakladatel a vůdce židovské špionážní skupiny Nili). V roce 1923 přesídlila do dnešního Izraele. Vystudovala střední reálnou školu v Haifě a orientální studia na Londýnské univerzitě. Zapojila se do židovských jednotek Hagana a do organizování ilegální židovské imigrace (alija bet). Pak sloužila v britské armádě.

## Politická dráha
Od roku 1950 působila v diplomatických službách. Byla členkou izraelské delegace při OSN. Předsedala výboru OSN pro status žen. Byla politickou poradkyní starosty Jeruzaléma Teddyho Kolleka a členkou jeruzalémské samosprávy. V letech 1974–1977 zastávala post generální tajemnice organizace Na'amat. Byla rovněž členkou koordinačního výboru odborové centrály Histadrut.
V izraelském parlamentu zasedla poprvé po volbách v roce 1977, do nichž šla za Ma'arach. Byla členkou výboru pro záležitosti vnitra a životního prostředí, výboru House Committee a výboru pro imigraci a absorpci. Opětovně byla zvolena ve volbách v roce 1981, po nichž zastávala funkci členky výboru pro státní kontrolu, výboru pro ekonomické záležitosti a výboru pro záležitosti vnitra a životního prostředí. Předsedala podvýboru pro boj s dopravní nehodovostí a podvýboru pro zprávu ombudsmana. Po volbách v roce 1984 už v parlamentu nezasedala.